# Kalendarium historii Augustowa

Herb Augustowa

Kalendarium historii Augustowa.

## Kalendarium

### Do końca XV w.
Historia ziem, na których leży Augustów, przed założeniem miasta.
- Około 9 tys. lat p.n.e. – ślady pobytu ludzi nad jeziorem Necko w okolicach rzeczki Kamienny Bród (dawna wieś Wójtowskie Włóki)
- Przełom IV i III tysiąclecia p.n.e. – pozostałości osad neolitycznych
- Około V w. p.n.e. – przybycie plemion bałtyckich na teren dzisiejszej Suwalszczyzny
- 1283 – Jaćwingowie pokonani przez zakon krzyżacki, następuje wyludnienie ich ziem
- 1392 – wojska wielkiego księcia Witolda zniszczyły zamek krzyżacki Metenburg nad rzeką Nettą (dokładniejsza lokalizacja nieznana)
- 1422 – pokój melneński ustalił przebieg granic na ziemiach pojaćwieskich, okolice Augustowa trafiły do Wielkiego Księstwa Litewskiego, rozpoczyna się ponowna kolonizacja
- 1496 – wzmianka o komorze celnej nad Nettą

### XVI wiek

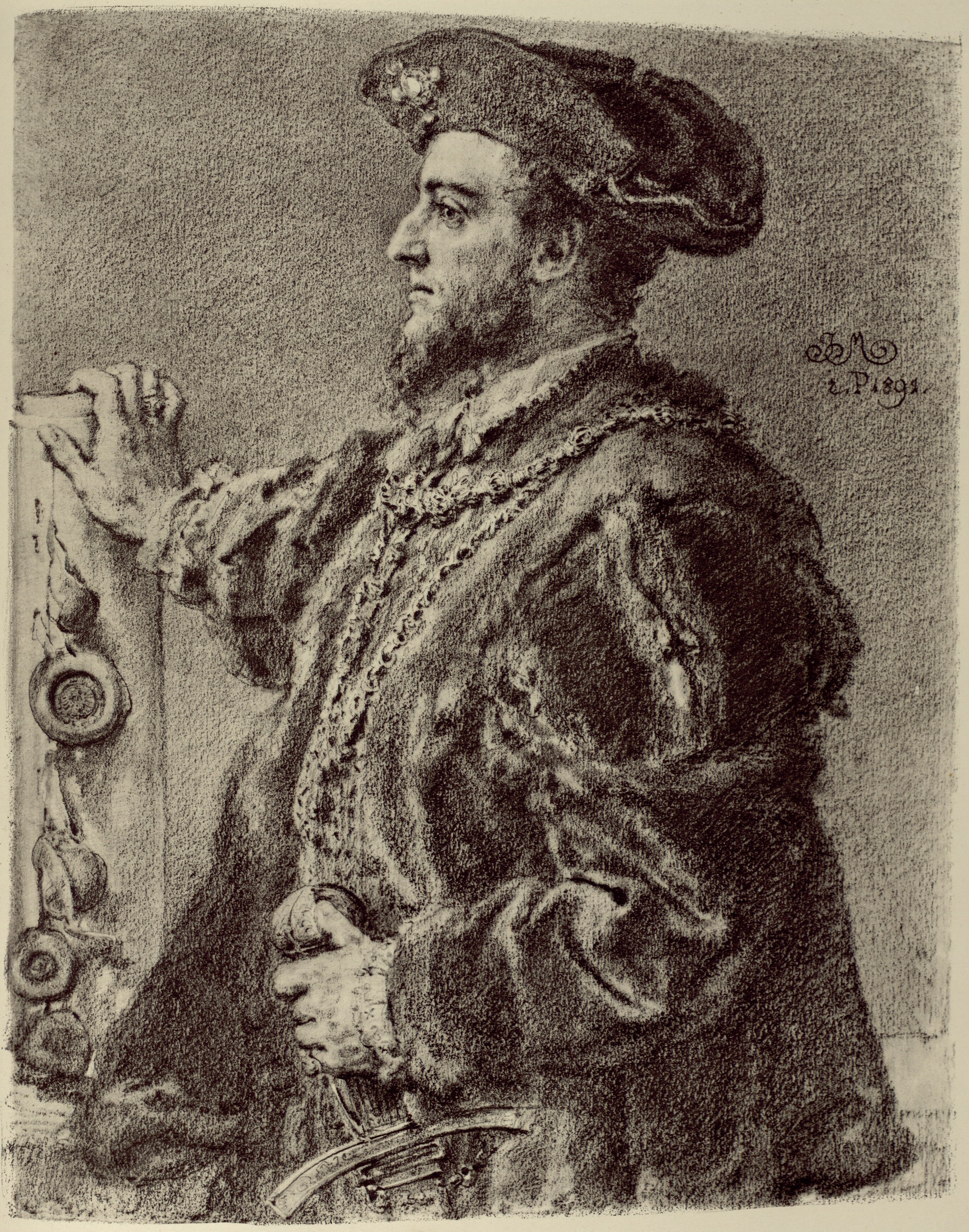
król Zygmunt II August

- 1526 – Jan Radziwiłł wybudował karczmę nad Nettą na skrzyżowaniu szlaków handlowych
- 1550 – król Zygmunt II August założył miasto na południowym brzegu Netty
- 17 maja 1557 – Augustów otrzymał w Wilnie prawa miejskie (magdeburskie)
- 1569 – w wyniku postanowień Unii lubelskiej Augustów (obszar na południe od Netty) przeszedł z Wielkiego Księstwa Litewskiego do Korony
- 1570 – powstało starostwo augustowskie

### XVII wiek
- 1656 – po bitwie pod Prostkami Tatarzy z wojsk Jana Kazimierza spustoszyli miasto i uprowadzili mieszkańców w jasyr
- 1674 – powstała gmina żydowska

### XVIII wiek
- 1700–1721 – III wojna północna, w Augustowie stacjonowały wojska polskie, szwedzkie, rosyjskie, saskie i brandenburskie
- 1710 – zaraza zdziesiątkowała miejscową ludność

### 1795–1914

Herb województwa augustowskiego

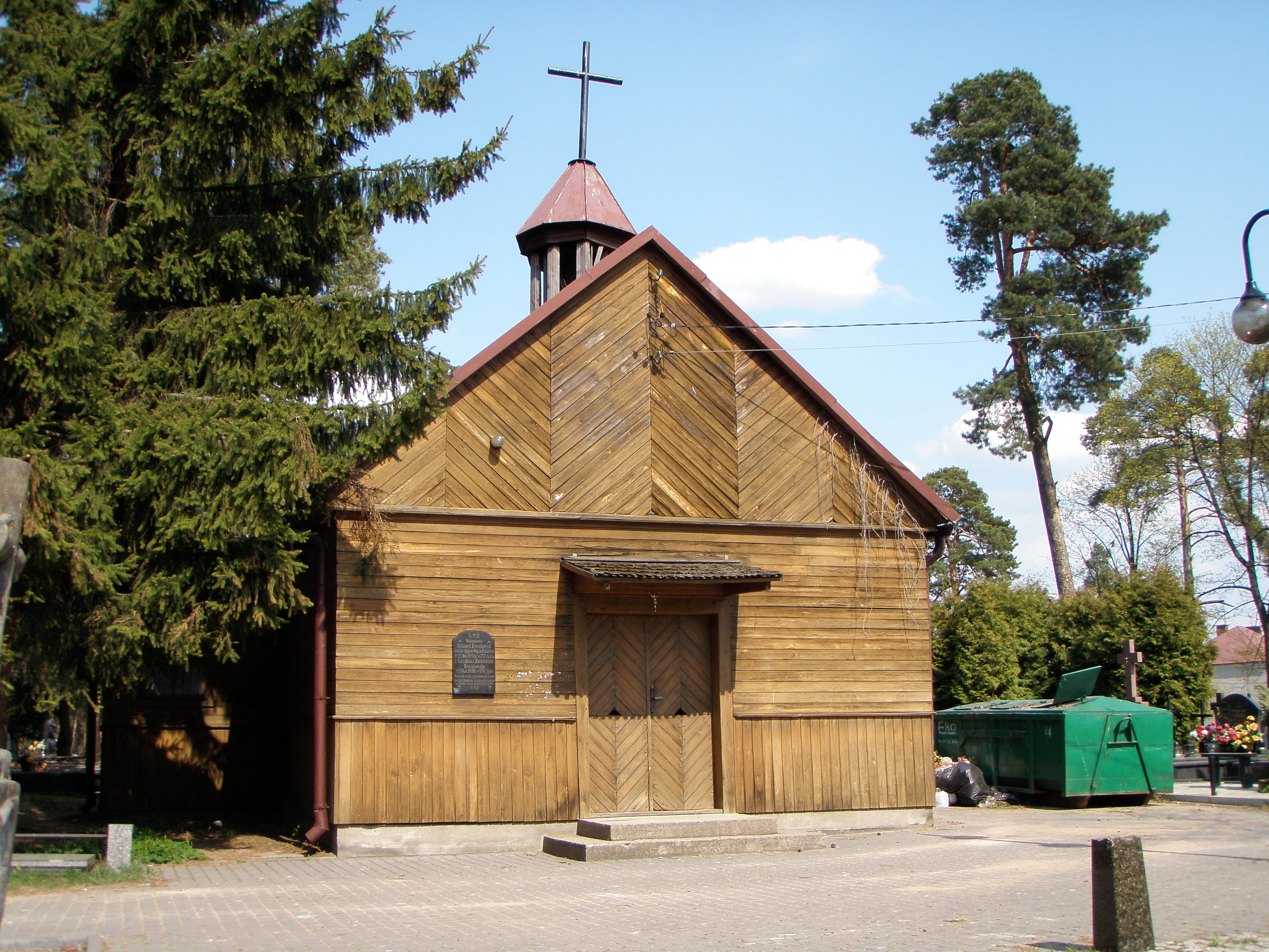
Kaplica grobowa rodziny Truszkowskich z 1832

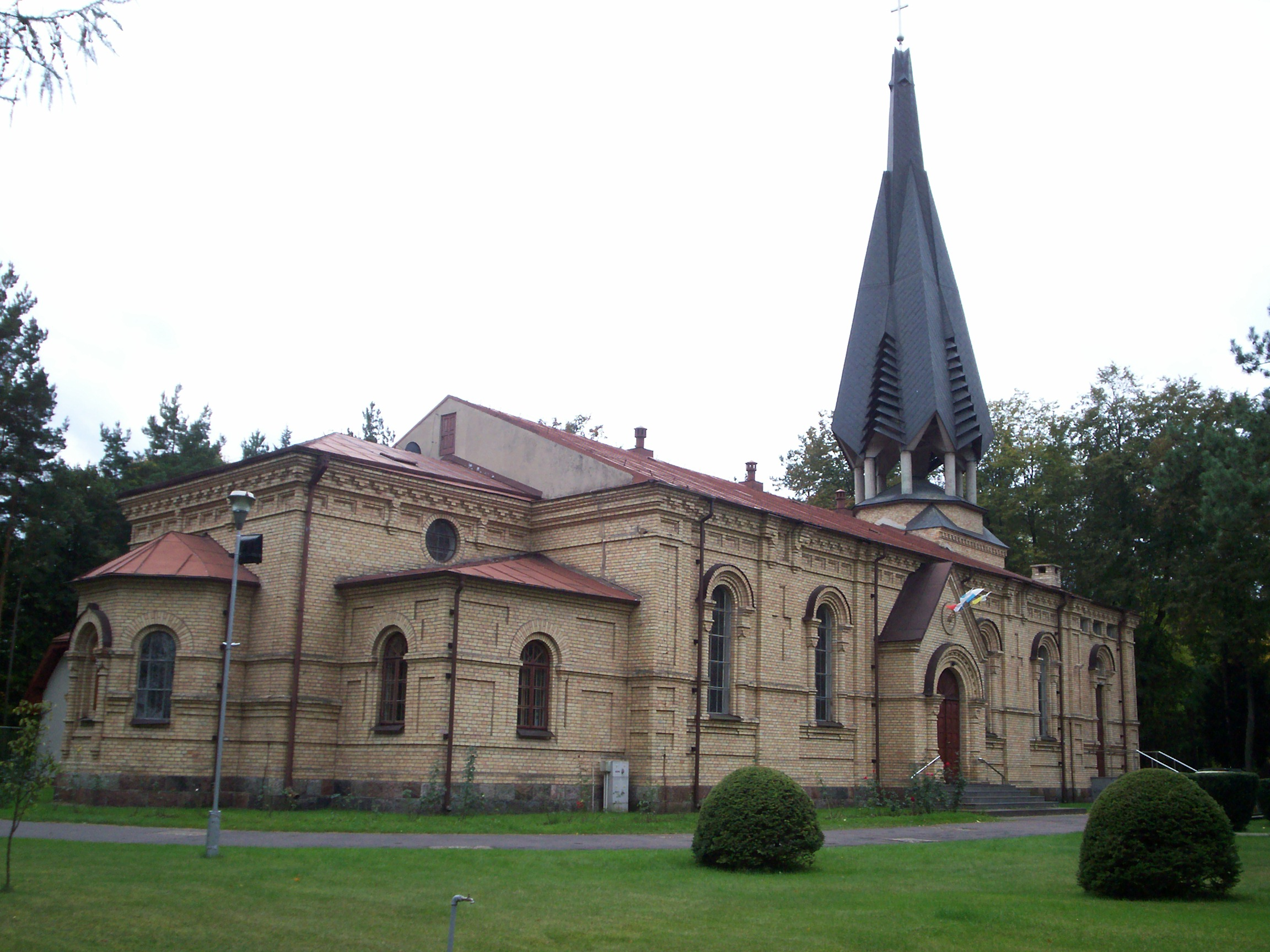
Kościół Matki Bożej Częstochowskiej z 1909

- 1795 – włączenie miasta do Prus (prowincji Prusy Nowowschodnie) po III rozbiorze Polski
- ok. 1800 – pierwsza murowana kamienica
- 1807 – włączenie miasta do Księstwa Warszawskiego
- 1808 – Augustów stał się siedzibą powiatu dąbrowskiego w departamencie łomżyńskim
- 1812 – przemarsz wojsk napoleońskich w trakcie inwazji na Rosję
- 1815 – w wyniku kongresu wiedeńskiego Augustów został włączony do Królestwa Polskiego i stał się tytularną stolicą województwa augustowskiego (urzędy umieszczono w Suwałkach)
- ok. 1820 – założenie cmentarza
- 1825–1839 – budowa Kanału Augustowskiego
- 1825–1826 – budowa śluzy Augustów
- 1828 – klasycystyczny budynek poczty
- 1831 – powstanie listopadowe, walki w mieście i okolicach
- 1832 – budowa na cmentarzu kaplicy grobowej rodziny Truszkowskich
- 1834–1835 – budowa Kanału Bystrego
- 1835–1836 – budowa ratusza
- 1837 – przemianowanie województwa augustowskiego na gubernię augustowską (siedzibą urzędów została Łomża)
- 1840 – budowa synagogi w Augustowie
- 1841 – budowa kościoła ewangelickiego
- 1845–1847 – budowa pierwszego murowanego kościoła – św. Bartłomieja
- ok. 1860. środku rynku powstał park
- 1863 – powstanie styczniowe, walki w Puszczy Augustowskiej stoczył oddział Józefa „Wawra” Ramotowskiego
- 1866 – podzielenie guberni augustowskiej na gubernię suwalską i gubernię łomżyńską, Augustów trafił do guberni suwalskiej
- 1884 – budowa cerkwi św. św. Apostołów Piotra i Pawła
- 1894 – budowa koszar wojsk rosyjskich
- 1896–1909 – budowa cerkwi garnizonowej (obecnie Kościół Matki Bożej Częstochowskiej)
- 1897 – otwarcie linii kolejowej i stacji w Augustowie
- 1903 – powstał eklektyczny pałacyk Zarządu Wodnego
- 1906–1911 – budowa kościoła pod wezwaniem Najświętszego Serca Jezusa

### 1914–1918
- sierpień 1914 – wojska rosyjskie stacjonujące w mieście wzięły udział w natarciu na Prusy Wschodnie
- wrzesień 1914 – Niemcy przejściowo zajęli Augustów
- luty 1915 – ponowne wkroczenie Niemców i włączenie miasta do ziem Ober-Ost
- 1916 – Niemcy wbudowali tartak

### 1918–1939

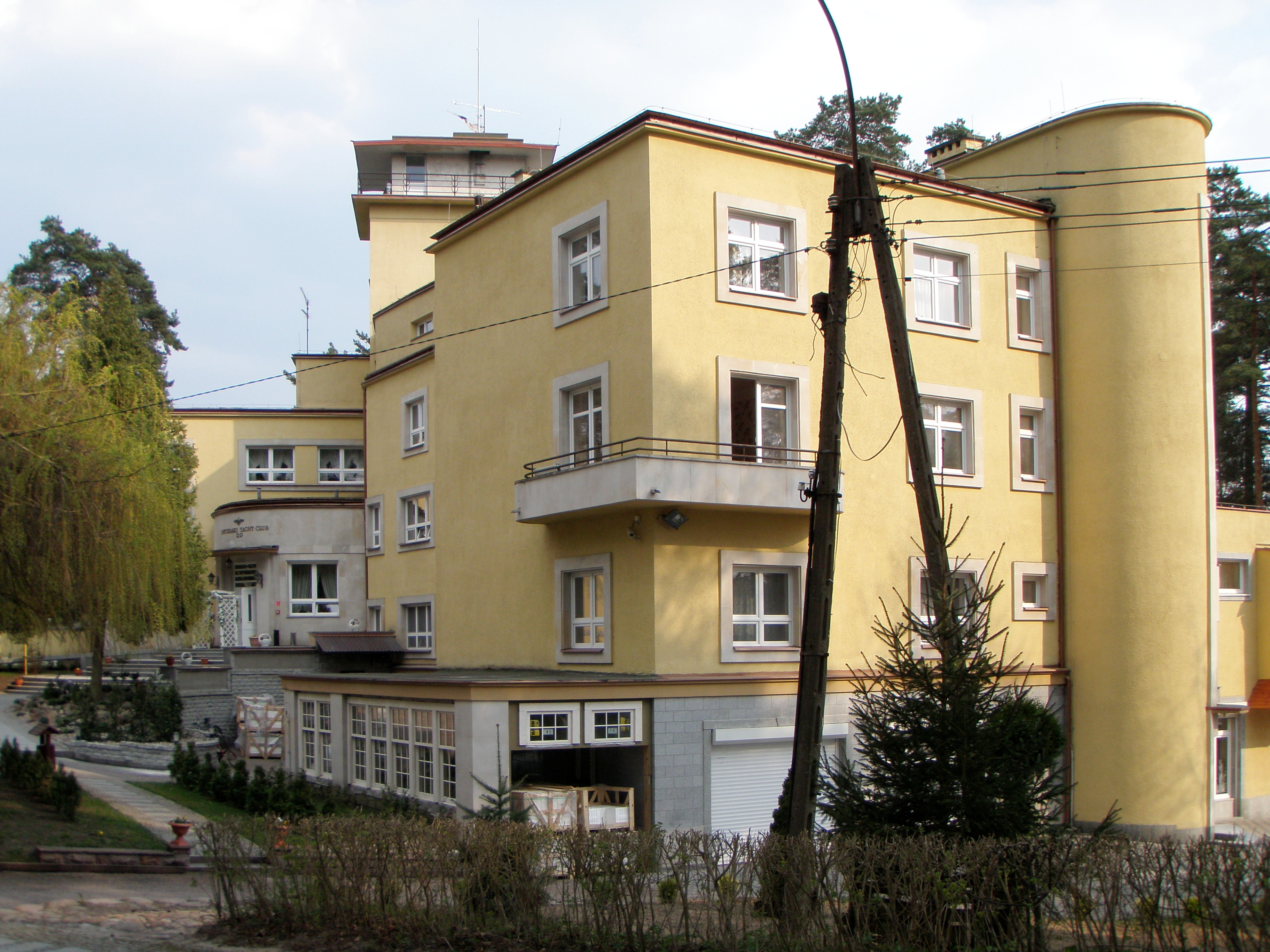
Oficerski Yacht Club z 1935

- lipiec 1919 – wycofanie się Niemców i włączenie miasta do Polski
- 1921 – ulokowanie 1 Pułku Ułanów Krechowieckich
- 1927 – budowa Seminarium Nauczycielskiego (obecnie II LO)
- 1933 – powstanie schroniska szkolnego nad Nettą
- 1935 – budowa Oficerskiego Yacht Clubu
- 1939 – budowa Domu Turysty PTK według projektu Macieja Nowickiego (obecnie Hotel „Hetman”)

### 1939–1945
- 25 września 1939 – do miasta wkroczyły oddziały Armii Czerwonej.
- 22 czerwca 1941 – początek wojny niemiecko-sowieckiej. Żołnierze wojsk ochrony pogranicza NKWD zamordowali około 30–34 więźniów w swoim areszcie na posesji Zarządu Wodnego. Tego samego dnia po bitwie pod Augustowem miasto zajęły oddziały niemieckie[1].

### 1945–1989
- 1947 – założono klub piłkarski Sparta Augustów[2]
- 1951 – uruchomiono Mazurską Wytwórnię Tytoniu Przemysłowego (obecnie BAT Polska)
- 1957 – powstały Augustowskie Zakłady Obuwia
- 1962 – budowa restauracji „Albatros”
- 1963 – powstał Dom Nauczyciela
- 1967 – powstał ośrodek wypoczynkowy „Warszawa”, należący do FSO (obecnie Hotel „Warszawa”)
- 1973 – do Augustowa włączono miejscowości: Przewięź, Sajenek, Studzieniczna, Swoboda, Wojciech, jeziora: Białe, Rospuda, Sajenek, Sajenko, Sajno, Studzieniczne oraz okoliczne lasy
- 1974 – powstał ośrodek Sanatoryjno-Wypoczynkowy „Budowlani”
- 1975 – po reformie administracyjnej Augustów znalazł się w woj. suwalskim

### od 1989
- 1993 – miasto otrzymało status miejscowości uzdrowiskowej
- 1999 – po reformie administracyjnej miasto znalazło się w woj. podlaskim w pow. augustowskim
- 2007 – spór o obwodnicę Augustowa
- 2016 – powstała Sala Królestwa Świadków Jehowy[3]
- 2023 – rozpoczęto formowanie 1 Augustowskiego Batalionu Saperów